# Pan i Syrinx
Pan i Syrinx (Pan og Syrinx) de Carl Nielsen és un poema simfònic escrit per a un concert de les obres del compositor que es va celebrar l'11 de febrer de 1918 a Copenhaguen.

## Origen i context
El 23 de gener de 1918, en una carta al compositor suec Wilhelm Stenhammar, Nielsen va explicar que, tot i que havia inclòs Pan i Syrinx en el seu concert de l'11 de febrer, encara no havia escrit ni una nota. Sembla, però, que feia temps que pensava en la peça, des que ell i la seva dona Anne Marie havien parlat de Les Metamorfosis d'Ovidi l'any anterior, inspirant-lo a compondre la música. Tanmateix, va aconseguir completar la partitura el 6 de febrer.
A més de Pan i Syrinx, el concert dedicat a les obres de Nielsen de durant gairebé 20 anys, va incloure el preludi del segon acte de Saül i David, Søvnen i la Quarta Simfonia, tots dirigits pel mateix Nielsen, així com Chaconne per a piano. interpretat per Christian Christiansen.